# Шајкашки батаљон
Шајкашки батаљон је био војно-територијална јединица у саставу граничарског система Војне крајине у Хабзбуршкој монархији, а потом у Аустријском царству и Аустроугарској монархији. Формиран је 1763. године и постојао је све до развојачења 1873. године, када је то подручје укључено у састав Бачко-Бодрошке жупаније. Налазио се на простору југоисточне Бачке, а та област је и данас позната као Шајкашка.

## Историја
Шајкашки батаљон је био значајна снага речне флоте Хабзбуршке монархије. Име му је настало од речи „шајка“ како су звали чамац, а војници на шајкама звали су се Шајкаши, док су сва насеља која су припадала овој војноуправној организацији била смештена углавном у троуглу између Дунава, Тисе и Римских шанчева.
Шајкаши су били специфичан род хабзбуршке војске, који се кретао у уским, дугачким бродовима, познатим као шајке. Шајкаши су постојали много пре формирања Шајкашког батаљона. Ове војне јединице су оперисале на Дунаву, Тиси, Сави и Моришу.
Хабзбуршка царица Марија Терезија је 15. јула 1763. донела одлуку о формирању Шајкашког батаљона, у који су одмах ушли Тител, Лок, Мошорин, Гардиновци, Вилово и Жабаљ. Тител је одређен за седиште, а мајор Теодор фон Станисављевић је постављен за првог команданта Шајкашког батаљона. Већ 1769. године у састав Батаљона укључени су још Чуруг, Каћ, Горњи и Доњи Ковиљ, Сентиван (Шајкаш) и Госпођинци. Одмах по оснивању, Ђурђево (1799. године) и Надаљ (1801. године) су такође прикључени овој војној формацији.
У почетку, становништво на подручју Шајкашког батаљона су у потпуности сачињавали Срби, који су били храбри и вешти ратници. Шајкаши су учествовали у многим биткама против Османлија, а њихово учешће је било од велике важности.
Убрзо после оснивања Батаљона донет је (1764) Регуламент (правилник, устројство) по којем су Шајкаши, према царевом нахођењу, били обавезни на вршење војне службе у рату и миру, на копну и води, да се брину о општој безбедности на Дунаву, Тиси и Сави, да гоне разбојнике, да спречавају кријумчарење робе и новца преко река, да чувају санитарни кордон и осигуравају безбедну пловидбу бродова на поменутим рекама.
Војници Шајкашког батаљона учествовали су у бројним ратовима које је Аустрија водила против својих непријатеља. Први пут учествовали су у Рату за баварско наслеђе (1778 — 1779). У ратовима против Француске (1792 — 1815), у доба Наполеонових ратова, Шајкаши су се борили на бојиштима Холандије, Немачке, Италије, Пољске и Француске. Већином су били понтоњери или пешадинци. Као Шајкаши на бродовима храбро су се борили на Рајни у Немачкој (1795). Још више су се истицали у опсадама према турској граници. Када је откривено да турски трговци крадом одводе људе из Срема у Турску, Шајкаши су то спречавали патролном службом од Сурдука до Земуна. Истакли су се и у аустријско — турском рату крајем XVIII века, нарочито при освајању Београда (1789).
Шајкашки батаљон је 1850. године, заједно са Петровардинском региментом прикључен новоствореној Банатско-српској војној крајини.
Године 1852., Шајкашки батаљон је трансформисан у Тителски пешадијски батаљон. Ова војна јединица је укинута 1873. године, а њено подручје тада долази под цивилну власт и бива прикључено Бачко-Бодрошкој жупанији.